# Paraíso (Tabasco)

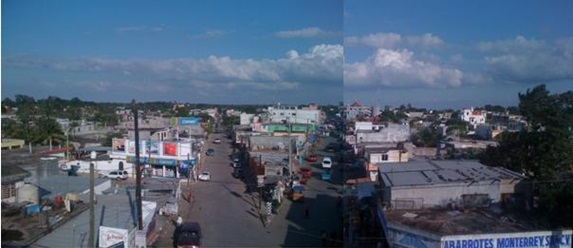

Paraíso est une ville du Mexique dans l'État de Tabasco. Elle compte 22 987 habitants.